# Judith Crist
Judith Crist (New York, 22 mai 1922 - Manhattan, 7 août 2012) est une journaliste et critique de cinéma américaine. En travaillant pour le New York Herald Tribune dès les années 1940, elle devient la première femme à assurer la fonction à temps plein de critique de cinéma dans l'un des grands journaux américains.

## Biographie
Née Judith Klein, à New York, elle passe les douze premières années de son enfance à Montréal, au Canada, où s'installe sa famille qui revient ensuite vivre à New York. Elle obtient un baccalauréat en lettres du Hunter College avant d'entrer à la faculté de journalisme de l'Université Columbia où elle décroche une maîtrise ès sciences en 1945. Elle épouse William B. Crist en juillet 1947.
Comme journaliste, elle entre au New York Herald Tribune et y travaille surtout comme critique de cinéma et responsable de la section des arts pendant 22 ans. En 1966, quand le New York Herald Tribune cesse de paraître, elle est nommée critique de cinéma au magazine New York. En parallèle, elle travaille également comme critique de cinéma pour le magazine hebdomadaire TV Guide jusqu'en 1988. Elle apparaît aussi toutes les semaines à l'émission Today de NBC de 1964 à 1973.
Elle apprécie tout particulièrement les réalisateurs qui sont pour elle des auteurs, notamment François Truffaut, Ingmar Bergman, Federico Fellini, Akira Kurosawa, Satyajit Ray, David Lean et les Américains Stanley Kubrick, John Cassavetes et Robert Altman.
À partir de 1958, elle enseigne à l'Université Columbia pendant plus de 50 ans. Elle fait aussi paraître de nombreuses livres sur le cinéma : The Private Eye, The Cowboy and the Very Naked Girl, Judith Crist's TV Guide to the Movies et Take 22: Moviemakers on Moviemaking. 
Elle apparaît brièvement dans le film Stardust Memories de Woody Allen.
Elle meurt dans sa résidence de Manhattan en août 2012.